# Fàbrica Fills d'Antoni Fàbregas
La Fàbrica Fills d'Antoni Fàbregas, també coneguda com Ca l'Arenas, és un edifici industrial de Mataró catalogat com a Bé Cultural d'Interès Local.

## Descripció
Es tracta d'un conjunt fabril del que actualment es conserven dues de les tres naus originàries. La tercera fou reformada gairebé en la seva totalitat als anys 1960. El conjunt es completa amb la xemeneia de l'antic vapor. Els edificis presenten una estructura de pilars de fosa, sostres de voltes de maó de pla atirantades i jàsseres de fusta. La coberta, a dues aigües, descansa sobre unes encavallades de fusta de melis. Les dues naus, una de planta baixa, pis i golfes i l'altre només de planta baixa, presenten una façana arrebossada, exempta totalment d'ornamentació tan sols amb la presència de les grans finestres situades en els entre eixos de l'estructura interior.

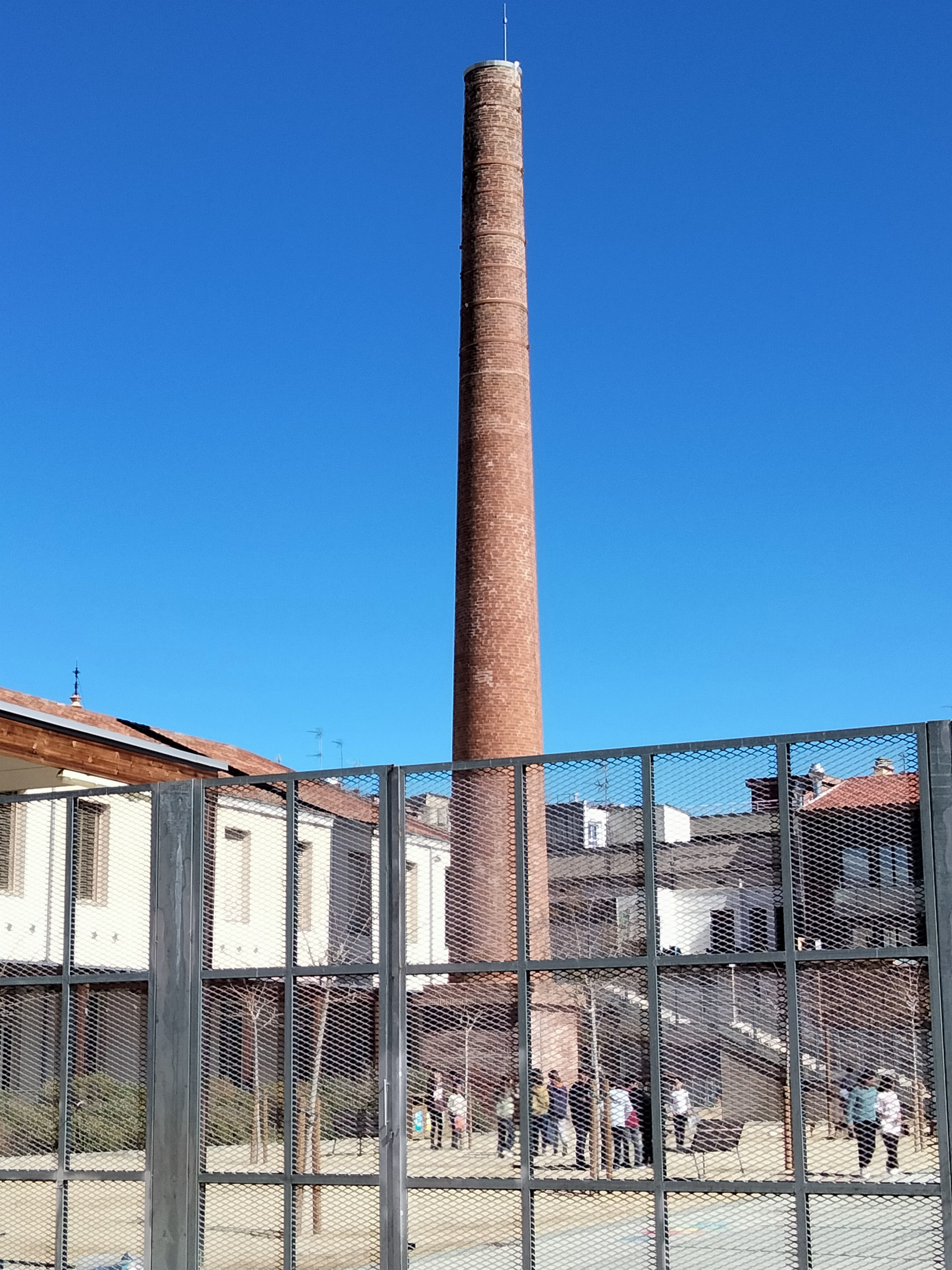
Xemeneia

La xemeneia és una obra de fàbrica troncocònica, llisa, amb un petit remat a la part superior. La base queda embeguda dins una construcció auxiliar. Fou reforçada amb unes argolles de ferro per evitar que s'esberlés.

## Història
Originàriament es tractava de l'antiga fàbrica de la família Arenas, que es dedicava a la filatura des de l'any 1814 i el 1844 construïren una fàbrica de vapor al Camí Ral. Aquesta passà a segon lloc quan el 1856 bastiren aquesta nova factoria de grans dimensions al carrer de Lepanto, «El Vapor Nou». En aquest edifici es dedicaren bàsicament a la filatura i el tissatge, essent una de les empreses més importants de l'època. L'any 1900 l'edifici fou adquirit per l'empresa Fills d'Antoni Fàbregas, dedicada a la fabricació de capses de cartró, i després també a la manipulació del paper.
L'any 2007, l'activitat industrial es traslladà a Santa Maria de Palautordera, i el 2014 s'enderrocaren totes les edificacions, tret de les catalogades pel Pla Especial del Patrimoni de 1999.